# アンリ・ミシェル
アンリ・ルイ・ミシェル（Henri Louis Michel, 1947年10月28日 - 2018年4月24日）は、フランス・ブーシュ＝デュ＝ローヌ県エクス＝アン＝プロヴァンス出身の同国代表サッカー選手、サッカー指導者。現役時代のポジションはミッドフィールダー。ロサンゼルス・オリンピックで母国を優勝に導き、その後は大会ごとに異なる代表チームを率いて、監督として4回のFIFAワールドカップに参加した。

## 経歴
現役時代はFCナントにおいて中盤のプレーヤーとして活躍。出場試合数532試合はナントのクラブ最多出場記録となっている。フランス代表選手として58キャップを数える。
引退後は指導者に転じ、1984年にフランスオリンピック代表を率いてロサンゼルスオリンピックで優勝。1984年からはミシェル・プラティニらを擁するフランスA代表監督に就任。1986年ワールドカップ・メキシコ大会で3位へ導いた。
カメルーン代表監督として1994年ワールドカップ・USA大会、モロッコ代表監督として1998年ワールドカップ・フランス大会に出場。
2002年にはチュニジア代表を率いてワールドカップ・日韓大会に出場を決めたが、大会を前にしてアフリカネイションズカップ惨敗の責任を問われて解任された。
2004年にコートジボワール代表監督に就任。アフリカ予選を勝ち抜き、ワールドカップ・ドイツ大会でも指揮を執った。
2007年、2010年までの契約でモロッコ代表監督に再び就任したが、アフリカネイションズカップ2008における1次リーグ敗退の責任を問われ解任された。
2018年4月24日、70歳で死去。70歳没。生前はフィリップ・トルシエやヴァイッド・ハリルホジッチらとも交流があった。

## 代表歴

### 出場大会
- フランス代表
  - 1978 FIFAワールドカップ

### 試合数
- 国際Aマッチ 58試合 4得点（1967年-1980年）[5]

| フランス代表 | 国際Aマッチ | 国際Aマッチ |
| 年           | 出場        | 得点        |
| ------------ | ----------- | ----------- |
| 1967         | 3           | 0           |
| 1968         | 1           | 0           |
| 1969         | 5           | 1           |
| 1970         | 7           | 1           |
| 1971         | 7           | 0           |
| 1972         | 7           | 1           |
| 1973         | 5           | 0           |
| 1974         | 5           | 0           |
| 1975         | 6           | 1           |
| 1976         | 1           | 0           |
| 1977         | 1           | 0           |
| 1978         | 8           | 0           |
| 1979         | 1           | 0           |
| 1980         | 1           | 0           |
| 通算         | 58          | 4           |

## タイトル
現役時代
ナント
- ディヴィジオン・アン : 1972-73, 1976-77, 1979-80
- クープ・ドゥ・フランス : 1979

指導者時代
フランス オリンピック代表
- 夏季オリンピック : 1984

フランス代表
- アルテミオ・フランキ・トロフィー : 1985

ラジャ・カサブランカ
- CAFカップ : 2003

## 受章
- レジオンドヌール勲章シュヴァリエ : 1999[6]